# Kloster Stablo

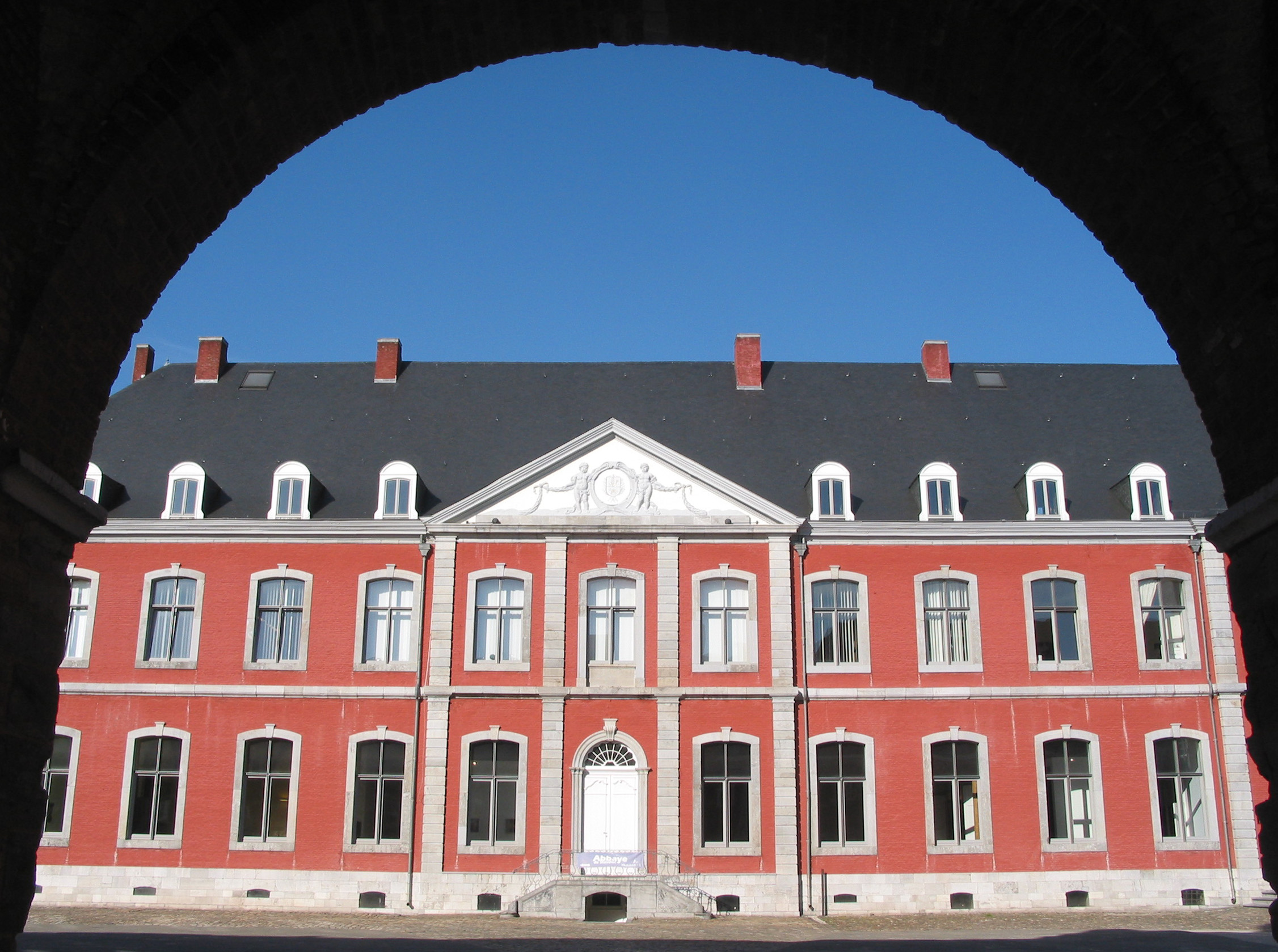
Die Abtei (2005)

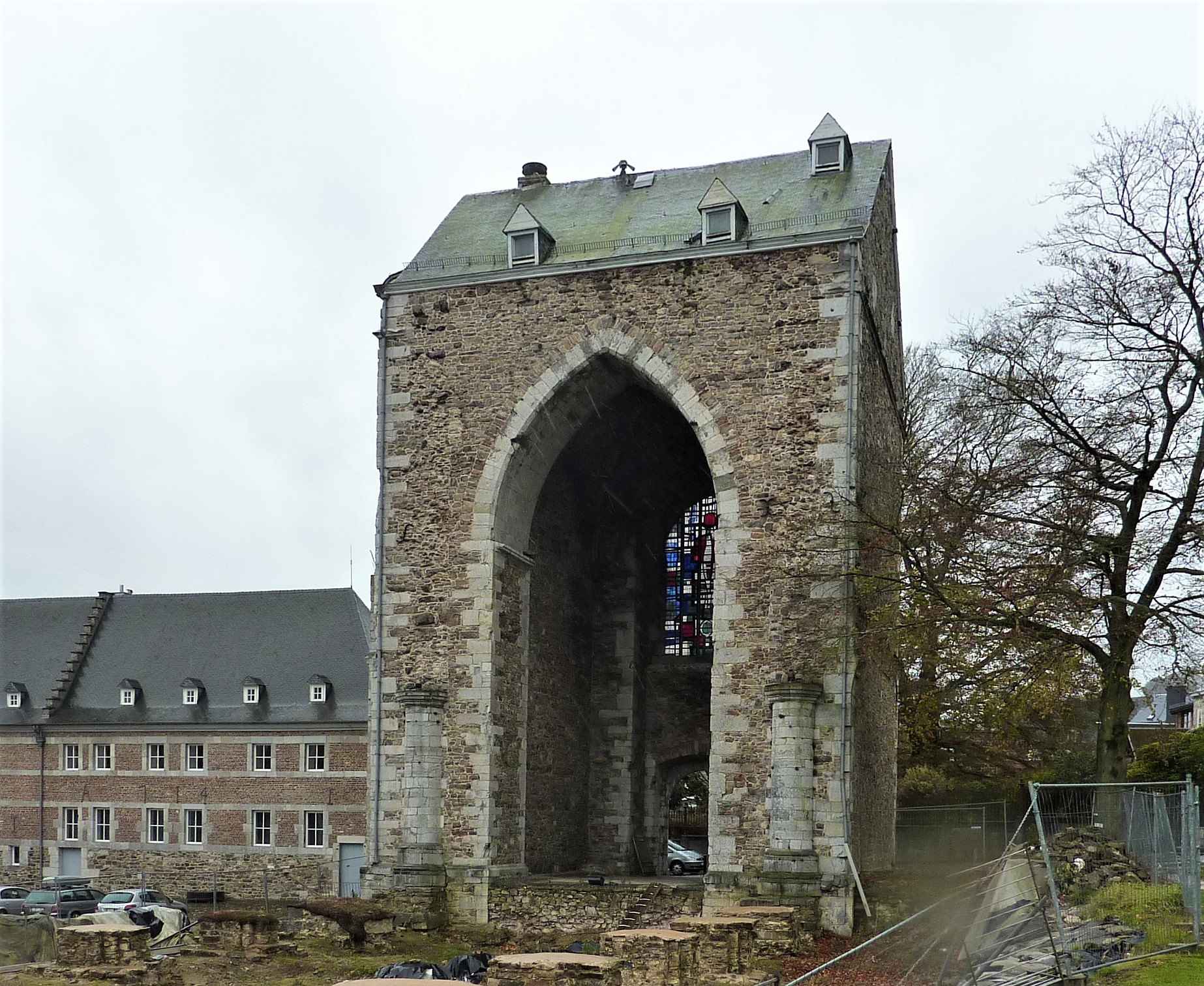
Ruine der Klosterkirche (2012)

Kloster Stablo (lat. Stabelacus, Stabelaus, Monasterium Stabulensis u. ä.) war eine Benediktinerabtei in Stablo (Stavelot) nahe Lüttich im heutigen Belgien. Es war Teil der Reichsabtei Stablo-Malmedy.

## Geschichte
Das Kloster wurde im Jahr 648 von Remaclus gegründet und während der Französischen Revolution Ende des 18. Jahrhunderts aufgelöst.
Dem damaligen Abt von Solignac, Remaclus, wurde von König Sigibert III. das Recht gewährt, eine Abtei zu gründen. Dieser begründete darauf sogar zwei Klöster auf dem zugewiesenen Terrain: 648 Stablo und 650 Malmedy. Remaclus wurde in Stablo begraben, der Schrein steht inzwischen in der Kirche Saint Sébastien in Stavelot. Unter den Äbten Odilo (936–954) und Poppo (1020–1048) wurde das Kloster zu einem der wichtigsten Zentren der von Cluny ausgehenden Reformbewegung. Kaiser Heinrich IV. (11. Jh.) unterstellte Malmedy der Vorherrschaft Stablos.
Stablo und Kloster Malmedy waren seit ihrer Gründung in Personalunion miteinander verbunden und gehörten seit der Frühen Neuzeit als Fürstabtei zum Niederrheinisch-Westfälischen Reichskreis. 1795 wurde das Gebiet ein Teil des französischen Départements Ourthe, ab 1796 erfolgte die Säkularisation der Abteien und Klöster; die Besitzungen der Abtei wurden nach und nach verkauft und die Kirche nach dem Verkauf abgerissen. Nach dem Wiener Kongress fiel Stavelot an die Niederlande und 1830 an Belgien.

## Ehemalige Ausstattung

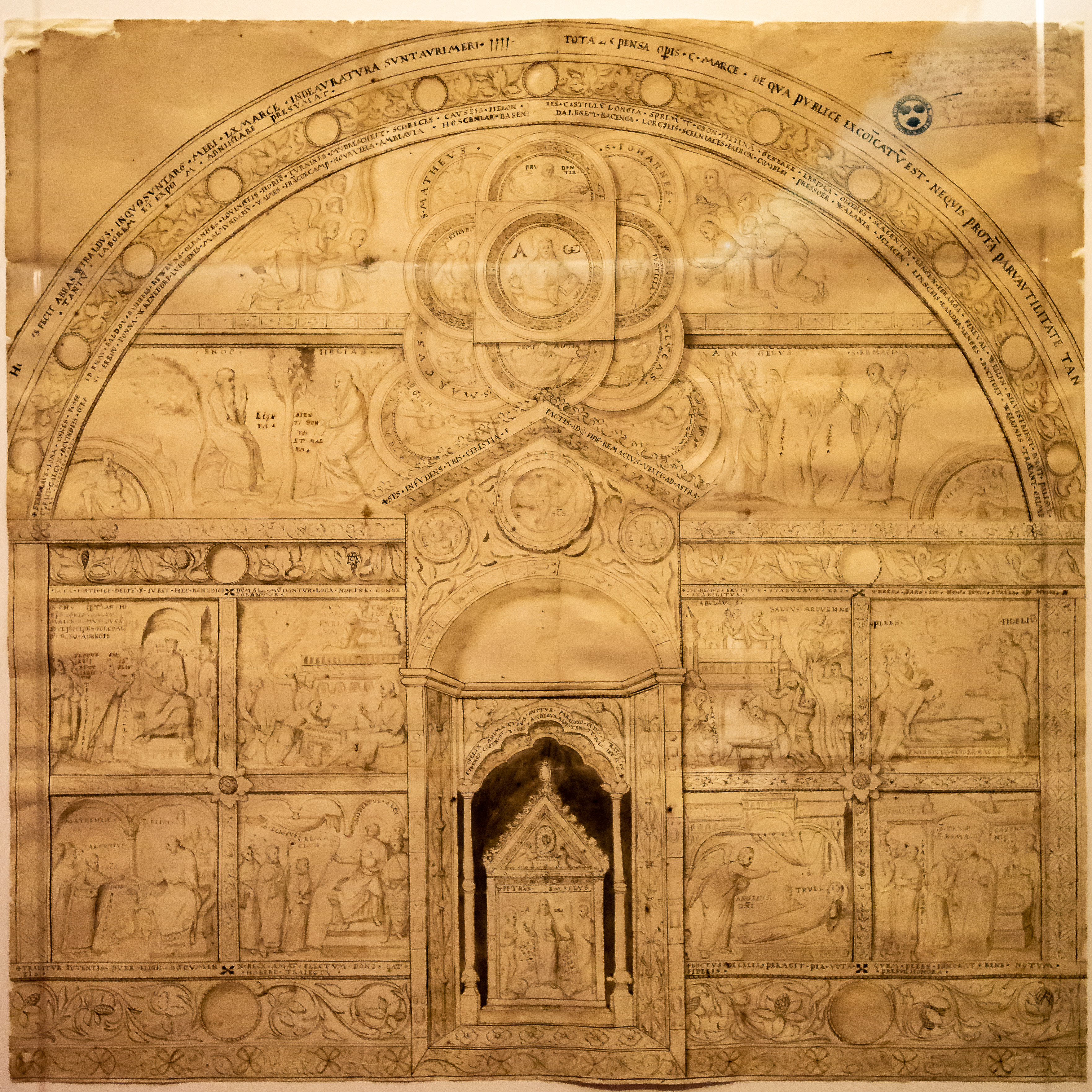
Zeichnung des Remaklus-Retabels, 1666

Die aus dem 11. Jahrhundert stammende Bibel von Stavelot befindet sich im British Library zu London.
Das Kopfreliquiar Papst  Alexanders I. aus dem 12. Jahrhundert ist zusammen mit dem Staveloter Altarretabel nach Auflösung der Abtei in die Sammlungen der Königlichen Museen für Kunst und Geschichte in Brüssel gelangt. Der Schrein des Hl. Remaclus (13. Jh.) befindet sich heute in der Kirche St. Sebastian in Stavelot, ebenso die Reliquienbüste eines Abtes, hergestellt in späterer Zeit. Die Staurothek aus Stavelot wird heute in der Pierpont Morgan Library in New York verwahrt. Ein Medaillon vom ehemaligen Remaklus-Retabel befindet sich heute im Kunstgewerbemuseum in Berlin, ein zweites im Museum Angewandte Kunst in Frankfurt am Main.